# Johannes Adamietz
Johannes Adamietz (Ulm, 24 mei 1998) is een Duitse wielrenner die als beroepsrenner voor het Belgische Lotto-Dstny uitkwam. Adamietz stapte pas op 24-jarige leeftijd over naar de beroepsrenners.

## Overwinningen
2024
4e etappe Ronde van Slowakije

## Resultaten in voornaamste wedstrijden
|      | \| Jaar \| Ronde van Lombardije \| Strade Bianche \| Clásica San Sebastián \| \| ---- \| -------------------- \| -------------- \| --------------------- \| \| 2023 \| \| opgave \| 53e \| \| 2024 \| 76e \| \| opgave \| |                |                       |
| Jaar | Ronde van Lombardije | Strade Bianche | Clásica San Sebastián |
| 2023 | | opgave         | 53e                   |
| 2024 | 76e |                | opgave                |

#### Resultaten in kleinere rondes
| Jaar | Ronde van de VAE | Ronde van Catalonië |
| ---- | ---------------- | ------------------- |
| 2024 | 44e              | 96e                 |

## Ploegen
- 2017 –  Team Heizomat
- 2018 –  Tirol Cycling Team
- 2019 –  Herrmann Radteam
- 2020 –  Team SKS Sauerland NRW
- 2021 –  Team SKS Sauerland NRW
- 2022 –  Saris Rouvy Sauerland Team
- 2023 –  Lotto-Dstny
- 2024 –  Lotto-Dstny
- 2025 –  REMBE rad-net

Adamietz · Beullens · Campenaerts · De Buyst · De Gendt · De Lie · Drizners · Eenkhoorn · Ewan · Frison · Grignard · Guarnieri · Kron · Livyns · Menten · Moniquet · Paasschens · Schwarzmann · Segaert (vanaf 24/2) · Selig · Sepúlveda · Slock · Sweeny · Van de Paar · Van Eetvelt · Van Gils · Van Moer · Vanhoucke (vanaf 15/8) · Vermeersch
Adamietz · Berckmoes · Beullens · Campenaerts · Currie · De Buyst · De Gendt · De Lie · Drizners · Eenkhoorn · Gregaard · Grignard · Guarnieri · Kron · Livyns · Menten · Moniquet · Paasschens · Segaert · Taminiaux · Sepúlveda · Slock · Vandenabeele · Van de Paar · Van Eetvelt · Van Gils · Van Moer · Vanhoucke · Vermeersch